# Akinori Nakayama

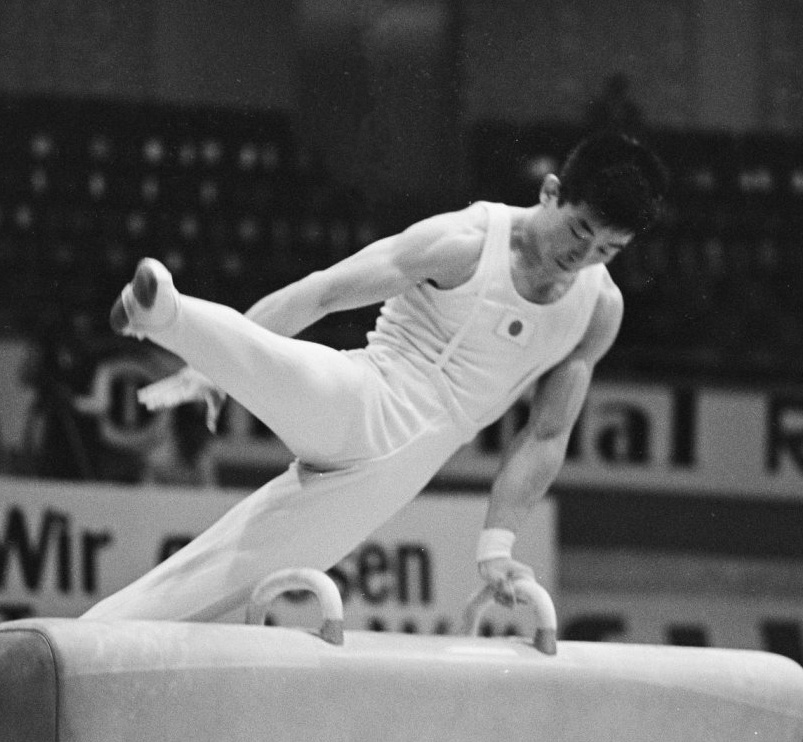
Akinori Nakayama in 1966

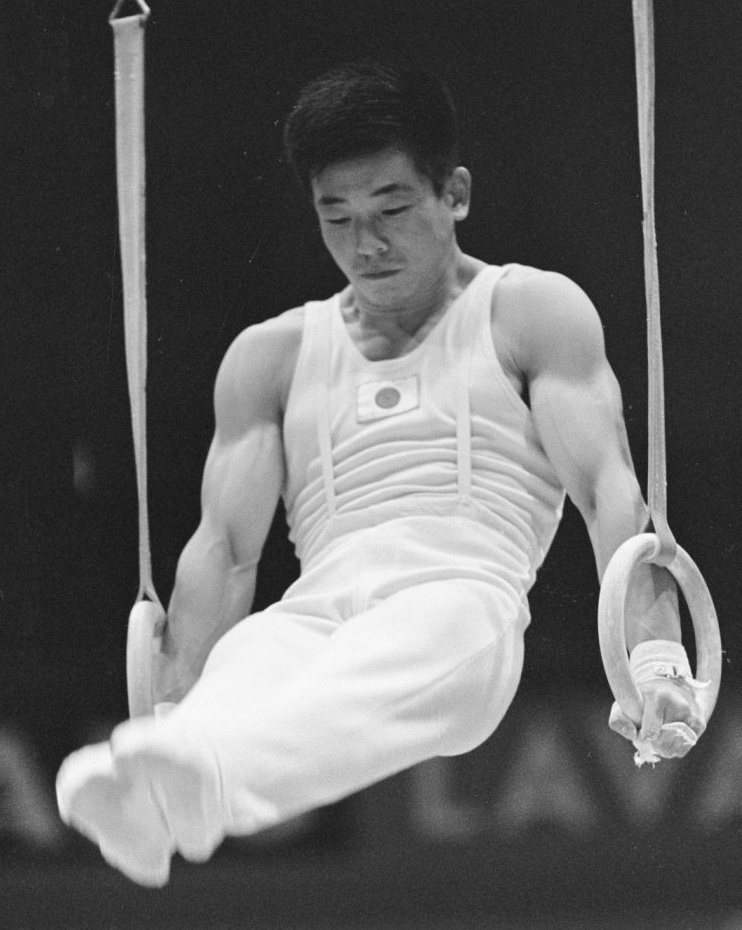
Akinori Nakayama in 1966

Akinori Nakayama (中山 彰規, Nakayama Akinori; Nagoya, 1 maart 1943 – 9 maart 2025) was een Japans turner. Hij won in zijn sportcarrière tien Olympische medailles, waarmee hij anno augustus 2016 22ste staat op de lijst van succesvolste medaillewinnaars op de Olympische Zomerspelen ooit.

## Sportloopbaan

### Olympische Spelen
Nakayama won zes medailles op de Olympische Zomerspelen 1968 (waarvan vier gouden) en vier op de Olympische Zomerspelen 1972, waarvan er twee van goud waren. Op beide toernooien won hij daarnaast zowel een zilveren als een bronzen medaille. Zowel in de meerkamp voor landenteams als aan de ringen werd hij op beide toernooien olympisch kampioen. In '68 haalde hij daarbij op brug en rekstok Olympische titels.

### Wereldkampioenschappen
Nakayama werd in 1966 in Dortmund wereldkampioen op vloer, aan de rekstok en in de meerkamp voor landenteams. In 1970 voegde hij daar in Ljubljana wereldtitels op nogmaals vloer en landenmeerkamp, ringen en brug aan toe.

## Overlijden
Nakayama overleed op 9 maart 2025 op 82-jarige leeftijd aan maagkanker.
1896: Ioannis Mitropoulos ·
1904: Herman Glass ·
1924: Francesco Martino ·
1928: Leon Štukelj ·
1932: George Gulack ·
1936: Alois Hudec ·
1948: Karl Frei ·
1952: Grant Sjaginjan ·
1956: Albert Azarjan ·
1960: Albert Azarjan ·
1964: Takuji Hayata ·
1968: Akinori Nakayama ·
1972: Akinori Nakayama ·
1976: Nikolaj Andrianov ·
1980: Aleksandr Ditjatin ·
1984: Koji Gushiken, Li Ning ·
1988: Holger Behrendt, Dmitri Bilozertsjev ·
1992: Vitali Tsjerbo ·
1996: Jury Chechi ·
2000: Szilveszter Csollány ·
2004: Dimosthenis Tampakos ·
2008: Chen Yibing · 
2012: Arthur Zanetti · 
2016: Eleftherios Petrounias · 
2020: Liu Yang · 
2024: Liu Yang
1896: Alfred Flatow ·
1904: George Eyser ·
1924: August Güttinger ·
1928: Ladislav Vácha ·
1932: Romeo Neri ·
1936: Konrad Frey ·
1948: Michael Reusch ·
1952: Hans Eugster ·
1956: Viktor Tsjoekarin ·
1960: Boris Sjachlin ·
1964: Yukio Endo ·
1968: Akinori Nakayama ·
1972: Sawao Kato ·
1976: Sawao Kato ·
1980: Aleksandr Tkatsjov ·
1984: Bart Conner ·
1988: Vladimir Artemov ·
1992: Vitali Tsjerbo ·
1996: Roestam Sjaripov ·
2000: Li Xiaopeng ·
2004: Valeri Gontsjarov ·
2008: Li Xiaopeng · 
2012: Feng Zhe · 
2016: Oleg Vernjajev · 
2020: Zou Jingyuan · 
2024: Zou Jingyuan
1896: Hermann Weingärtner ·
1904: Anton Heida, Edward Hennig ·
1924: Leon Štukelj ·
1928: Georges Miez ·
1932: Dallas Bixler ·
1936: Aleksanteri Saarvala ·
1948: Josef Stalder ·
1952: Jack Günthard ·
1956: Takashi Ono ·
1960: Takashi Ono ·
1964: Boris Sjachlin ·
1968: Akinori Nakayama, Mikhail Voronin ·
1972: Mitsuo Tsukahara ·
1976: Mitsuo Tsukahara ·
1980: Stojan Deltsjev ·
1984: Shinji Morisue ·
1988: Vladimir Artemov, Valery Ljoekin ·
1992: Trent Dimas ·
1996: Andreas Wecker ·
2000: Aleksej Nemov ·
2004: Igor Cassina ·
2008: Zou Kai ·
2012: Epke Zonderland ·
2016: Fabian Hambüchen ·
2020: Daiki Hashimoto · 
2024: Shinnosuke Oka
1904: Grieb, Hess, Heida, Kassell, Lenhart, Reckeweg ·
1908: Åsbrink, Bertilsson, Cedercrona, Cervin, Degermark, Folcker, Forssman, Granfelt, Hårleman, Hellsten, Höjer, Holmberg, Holmberg, Holmberg, Jahnke, Jarlén, Johnsson, Johnsson, von Kantzow, Landberg, Lanner, Ljung, Moberg, Norberg, Norberg, Norberg, Norling, Norling, Olson, Peterson, Rosén, Rosenquist, Sjöblom, Sörvik, Sörvik, Svensson, Vingqvist, Widforss ·
1912: Bianchi, Boni, Braglia, Domenichelli, Fregosi, Gollini, Loi, Maiocco, Mangiante, Mangiante, Mazzarocchi, Romano, Salvi, Savorini, Tunesi, Zampori, Zanolini, Zorzi ·
1920: Andreoli, Bellotto, Bianchi, Bonatti, Cambiaso, Contessi, Costigliolo, Costigliolo, Domenichelli, Ferrari, Fregosi, Ghiglione, Levati, Loi, Lucchetti, Maiocco, Mandrini, Mangiante, Marovelli, Mastromarino, Paris, Pastorini, Roselli, Salvi, Tubino, Zampori, Zorzi ·
1924: Cambiaso, Lertora, Lucchetti, Maiocco, Mandrini, Martino, Paris, Zampori ·
1928: Grieder, Güttinger, Hänggi, Mack, Miez, Pfister, Steinemann, Wezel ·
1932: Capuzzo, Guglielmetti, Lertora, Neri, Tognini ·
1936: Beckert, Frey, Schwarzmann, Stadel, Stangl, Steffens, Volz, Winter ·
1948: Aaltonen, Huhtanen, Laitinen, Rove, Saarvala, Salmi, Savolainen, Teräsvirta ·
1952: Beljakov, Berdijev, Korolkov, Leonkin, Moeratov, Perelman, Sjaginjan, Tsjoekarin ·
1956: Azarjan, Moeratov, Sjachlin, Stolbov, Titov, Tsjoekarin ·
1960: Aihara, Endo, Mitsukuri, Ono, Takemoto, Tsurumi ·
1964: Endo, Hayata, Mitsukuri, Ono, Tsurumi, Yamashita ·
1968: Endo, S. Kato, T. Kato, Kenmotsu, Nakayama, Tsukahara ·
1972: Kasamatsu, Kato, Kenmotsu, Nakayama, Okamura, Tsukahara ·
1976: Fujimoto, Igarashi, Kajiyama, Kato, Kenmotsu, Tsukahara ·
1980: Andrianov, Azarjan, Ditjatin, Makoets, Markelov, Tkatsjov ·
1984: Conner, Daggett, Gaylord, Hartung, Johnson, Vidmar ·
1988: Artemov, Bilozertsjev, Gogoladze, Charkow, Ljoekin, Novikov ·
1992: Belenki, Korobtsjinski, Misjoetin, Sjaripov, Tsjerbo, Voropajev ·
1996: Sergei Charkow, Krjoekov, Nemov, Podgorny, Troesj, Vasilenko, Voropajev ·
2000: Huang, Li, Xiao, Xing, Yang, Zheng ·
2004: Kashima, Mizutori, Nakano, Tomita, Tsukahara, Yoneda ·
2008: Chen, Huang, Li, Xiao, Yang, Zou ·
2012: Chen, Feng, Guo, Zhang, Zou ·
2016: Katō, Shirai, Tanaka, Uchimura, Yamamuro ·
2020: Abljazin, Beljavskij, Dalalojan, Nagorny ·
2024: Hashimoto, Kaya, Oka, Sugino, Tanigawa
- Bibliotheek van het Japanse parlement: 01218567
- Virtual International Authority File: 255269881